# La La Land
La La Land је амерички љубавни мјузикл филм из 2016. године редитеља и сценаристе Дејмијена Шазела. Продуценти филма су Фред Берџер, Џордан Хоровиц и Марк Плат. Музику је компоновао Џастин Хорвиц.
Глумачку екипу чине Рајан Гозлинг, Ема Стоун, Џон Леџенд и Роузмери Девит. Светска премијера филма одржана је 9. децембра 2016. у Сједињеним Америчким Државама. 
Буџет филма износио је 30 милиона долара, а филм је зарадио 447,4 милиона долара.
Филм је добио 7 номинација за Златни глобус и победио у свих 7, укључујући награду за најбољи филм (мјузикл или комедија), најбољег редитеља (Дејмијен Шазел), најбољег главног глумца (мјузикл или комедија) (Рајан Гозлинг) и најбољу главну глумицу (Ема Стоун).
Дана 24. јануара 2017. године, La La Land је номинован за чак 14 Оскара, укључујући номинације за најбољи филм, најбољу режију (Дејмијен Шазел), најбољег главног глумца (Рајан Гозлинг) и најбољу глумицу у главној улози (Ема Стоун), чиме је постао филм са највише номинација у историји.
На 89. додели Оскара, 2017. године, филм La La Land је добио шест Оскара − за најбољег режисера (Дејмијен Шазел), најбољу глумицу у главној улози (Ема Стоун), најбољу фотографију, најбољу оригиналну песму, најбољу оригиналну музику и најбољу сценографију.

## Радња
Омиљени филмски љубавни пар, Ема Стоун и Рајан Гозлинг, поново су заједно у причи о двоје сањара који покушавају да успеју у Лос Анђелесу. Реч је о ишчекиваном филму за Оскара номинованог редитеља Дејмијена Шазела, познатог по сјајном и хваљеном филму Ритам лудила. У његовом новом филму, Гозлинг игра џез-музичара који се заљубљује у глумицу у успону (Ема Стоун), након чега следи права љубавна романса са заплетом. Радња филма смештена је у Лос Анђелес са нагласком на атмосферу златне ере Холивуда која пршти романтиком каква се не виђа сваки дан.

## Улоге
| Глумац         | Улога              |
| -------------- | ------------------ |
| Рајан Гозлинг  | Себастијан Вајдлер |
| Ема Стоун      | Мија Долан         |
| Џон Леџенд     | Кејт               |
| Џеј Кеј Симонс | Бил                |
| Роузмери Девит | Лаура Вајдлер      |